# Палосарет
Палосаре́т (рос. Палосарет) — група невеликих островів у Ладозькому озері. Відносяться до Західних Ладозьких шхер. Територіально належать до Лахденпохського району Карелії, Росія.
Розташовані між островами Мюкрімюксенсарі на півночі та Лауватсарі на півдні. Група складається з 4 островів: 2 більших та 2 дрібних. Всі вкриті лісом.